# Anomalisa
Anomalisa ist ein Stop-Motion-Spielfilm von Charlie Kaufman und Duke Johnson aus dem Jahr 2015. Das Werk basiert auf einem zehn Jahre zuvor als Theaterstück geschriebenen Skript von Kaufman. Anomalisa wurde als bester animierter Spielfilm für die Oscarverleihung 2016 nominiert und mit insgesamt 18 Filmpreisen ausgezeichnet sowie für rund 60 weitere Ehrungen nominiert.

## Inhalt und Darstellung
Sämtliche Akteure sind als mechanische Puppen erkennbar. Auffallend sind deren in Augenhöhe zweigeteilten Gesichter. Die Hauptfigur Michael Stone ist Autor eines Buches über Selbsthilfe und Motivationstraining im Kundenservice und gerade in Cincinnati, um sein Werk bei Autorenlesungen vorzustellen. Seine Wahrnehmung anderer Personen ist gestört: Jeder Mensch hat für ihn das gleiche Gesicht und dieselbe (männliche) Stimme. Auch bei einem Anruf bei seiner Familie hört er deren Stimmen nur verzerrt.
Später ruft er eine verflossene Liebe an, die er ohne Erklärung zurückließ. Ihr später gesendeter Abschiedsbrief ist ihm noch im Kopf, aber die Gedanken an die Autorin sind verschwommen. Die beiden verabreden sich spontan in der Hotelbar. Als Stone die ehemalige Geliebte auf sein Zimmer einlädt, kommt es zum erneuten Bruch. In angetrunkenem Zustand landet er in einem Sexshop, den er für ein Spielwarengeschäft gehalten hat.
Zurück auf seinem Zimmer hört er vom Flur eine weibliche Stimme, die sich nicht in das Einerlei seiner Wahrnehmung einfügt, und klopft daraufhin an die Türen seiner Nachbarzimmer, auf der Suche nach der Besitzerin der Stimme. So trifft er auf Lisa und ihre Kollegin Emma, die extra für seine Lesung angereist sind. Lisa hat ein durchschnittliches Äußeres, eine Narbe im Gesicht und ein geringes Selbstwertgefühl. Stone bittet Lisa aufgrund ihrer Stimme und ihres individuellen Äußeren letztlich nach einem gemeinsamen Abend auf sein Hotelzimmer. Sie haben Sex. In der folgenden Nacht plagen Stone Albträume, und am nächsten Morgen beginnt sich auch Lisa in seiner Wahrnehmung den Allweltsgesichtern und -stimmen anzugleichen. Der Vortrag zu seinem Buch gerät konfus und voller Selbstzweifel.
Nach dem Ende seiner Reise kehrt Stone heim und erkennt auf der Überraschungsparty, die seine Ehefrau organisiert hat, weder diese noch die Gäste wieder. Auch hier sehen alle Gesichter für ihn gleich aus, alle Stimmen klingen gleich. Er sitzt alleine auf einer Treppe. Zuletzt schreibt ihm Lisa, dass sie sich ein Wiedersehen unter anderen Umständen wünscht.

## Produktion

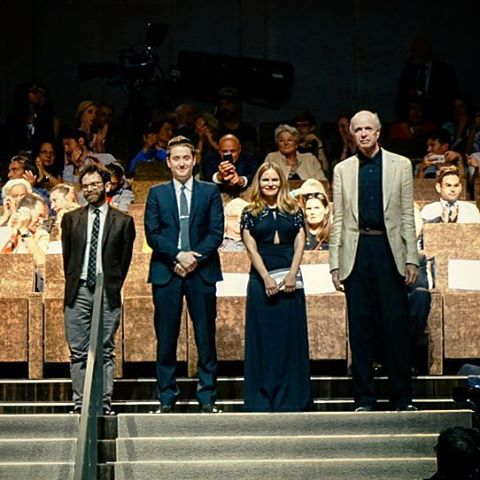
Anomalisa-Beteiligte Duke Johnson, Charlie Kaufman, Jennifer Jason Leigh, Tom Noonan (2015)

Das Drehbuch zum Film ist eine Umwandlung des Skriptes von Kaufman, der damals als „Francis Fregoli“ (in Anlehnung an das Fregoli-Syndrom) auftrat.
Die Finanzierung des Films – zu dem Zeitpunkt als höchstens 40-minütiges Werk – in Höhe von 200.000 US-Dollar wurde über die Crowdfunding-Plattform Kickstarter angestrebt; erzielt wurden gut 400.000 US-Dollar. In der Folge des Crowdfunding-Erfolgs ermöglichte eine weitere Finanzierungszusage von Starburns Industries die Ausweitung des Materials auf Spielfilmlänge.
Die Herstellung der verwendeten Puppen erfolgte durch 3D-Druck. Für die Tontechnik war unter anderem Aaron Glascock verantwortlich.

## Synchronisation
Die Synchronisation erfolgte bei der FFS Film- & Fernseh-Synchron GmbH in München. Das Dialogbuch schrieb Klaus Hüttmann, Dialogregie führte Solveig Duda.
| Rolle          | Originalsprecher     | Synchronsprecher  |
| -------------- | -------------------- | ----------------- |
| Michael Stone  | David Thewlis        | Frank Röth        |
| Lisa Hesselman | Jennifer Jason Leigh | Caroline Ebner    |
| alle anderen   | Tom Noonan           | Christian Weygand |

## Kritik & Auszeichnungen
Anomalisa wurde positiv aufgenommen. Die Anzahl der Filmpreise beläuft sich auf 18, die der Nominierungen auf 58. In der Internet Movie Database erhielt der Film eine durchschnittliche Bewertung von 7,2, Sternen Rotten Tomatoes nennt 91 % positive Kritiken aus 276 Bewertungen, auf Metacritic bekam der Film 88 Punkte basierend auf der Auswertung von 46 Kritiken.
Gewonnen (Auswahl):
- 2015:
  - „EDA Special Mention Award“ für „Best Depiction of Nudity, Sexuality, or Seduction“ der Alliance of Women Film Journalists (Gleichstand mit Carol)
  - „LAFCA Award“ der Los Angeles Film Critics Association
  - Publikumspreis des Mill Valley Film Festivals
  - „Future Film Festival Digital Award“ und „Grand Special Jury Prize“ der Internationalen Filmfestspiele von Venedig

Nominierungen (Auswahl):
- 2015:
  - „EDA Award“ als „Best Animated Feature Film“ der Alliance of Women Film Journalists
  - „CFCA Award“ der Chicago Film Critics Association

- 2016:
  - Annie Award
  - Independent Spirit Award
  - Bester animierter Spielfilm der Oscarverleihung 2016